# Буше (Дром)
Буше (фр. Bouchet) је насељено место у Француској у региону Рона-Алпи, у департману Дром.
По подацима из 2011. године у општини је живело 1267 становника, а густина насељености је износила 106,56 становника/km².

## Демографија
| 1962. | 1968. | 1975. | 1982. | 1990. | 2011. |
| ----- | ----- | ----- | ----- | ----- | ----- |
| 542   | 559   | 571   | 671   | 670   | 1.267 |